# Obręb (Piaseczno)
Pour les articles homonymes, voir Obręb.
Obręb (prononciation : [ˈɔbrɛmp]) est un village polonais de la gmina de Góra Kalwaria dans le powiat de Piaseczno de la voïvodie de Mazovie dans le centre-est de la Pologne.
Il se situe à environ 8 kilomètres à l'ouest de Góra Kalwaria (siège de la gmina), 15 kilomètres au sud-est de Piaseczno (siège du powiat) et à 31 kilomètres au sud de Varsovie (capitale de la Pologne).

## Histoire
De 1975 à 1998, le village appartenait administrativement à la voïvodie de Varsovie.

## Démographie
Selon une étude de 2021, le village contiendrait 192 habitants.